# Tieriechowo
Tieriechowo (ros. Терехово) – stacja linii Bolszej Kolcewej metra moskiewskiego, znajdująca się w północno-zachodnim okręgu administracyjnym Moskwy w rejonie Choroszowo-Mniowniki (ros. Хорошёво-Мнёвники). Otwarcie miało miejsce 7 grudnia 2021 roku w ramach inauguracji odcinka między stacjami Mniowniki – Kachowskaja.
Stacja trzynawowa typu płytkiego kolumnowego z dwoma peronami bocznymi położona jest na głębokości 26,6 metra. Projekt architektoniczny opracowało biuro „Buromoscow”.
Punktem wyjściowym koncepcji plastycznej była neutralność i lekkość. Strona estetyczna stacji wedle autorów jest minimalistyczną interpretacją zabytkowych przystanków moskiewskiej kolei podziemnej. Ściany boczne obłożono płytami z fibrobetonu o różnych rozmiarach i rodzajach wykończenia: gładkie (w rejonie schodów), perforowane (w węższej części peronu) oraz wąskie pionowe pasy (w szerszej części peronu). Materiał ten odbija i rozprasza światło, dzięki czemu optycznie powiększa przestrzeń. Charakterystycznym elementem dekoracyjnym są abstrakcyjne sylwetki ludzkie nadrukowane na okładzinie filarów. Jest to nawiązanie do wizerunków klasy robotniczej często obecnych na socrealistycznych przystankach metra (np. na stacji Kijewskiej linii Arbatsko-Pokrowskiej). Strop wykończono ozdobnymi smukłymi żyletkami, przełamanymi gdzieniegdzie szerszymi jaśniejszymi panelami, pod którymi zawieszono cylindryczne oprawy oświetleniowe. Posadzki wyłożono granitem.
Przystanek ma cztery wejścia/wyjścia na północnym końcu projektowanej ulicy nr 1078 (ros. Проектируемый проезд № 1078).
Spodziewany potok pasażerski to kilkaset osób dziennie, jednak zakłada się, że w przyszłości liczba ta może wzrosnąć do dwudziestu tys. osób dziennie.